# Vuelta a Burgos 2020
Vuelta a Burgos 2020 – 42. edycja wyścigu kolarskiego Vuelta a Burgos, która odbyła się w dniach od 28 lipca do 1 sierpnia 2020 na liczącej 796 kilometrów trasie w okolicach Burgos. Wyścig był częścią UCI ProSeries 2020.
Vuelta a Burgos 2020 była pierwszym większym wyścigiem z kalendarza UCI, który odbył się po kilkumiesięcznej przerwie w rywalizacji na tym szczeblu spowodowanej pandemią COVID-19.

## Etapy
| Etap | Data   | Start – Meta                     | type        | Dystans (km) | Zwycięzca etapu     | Lider               |
| ---- | ------ | -------------------------------- | ----------- | ------------ | ------------------- | ------------------- |
| 1    | 28 lip | Burgos – Burgos                  | płaski      | 157          | Felix Großschartner | Felix Großschartner |
| 2    | 29 lip | Castrojeriz – Villadiego         | płaski      | 168          | Fernando Gaviria    | Felix Großschartner |
| 3    | 30 lip | Sargentes de la Lora             | górzysty    | 150          | Remco Evenepoel     | Remco Evenepoel     |
| 4    | 31 lip | Gumiel de Izán – Roa (Hiszpania) | pagórkowaty | 163          | Sam Bennett         | Remco Evenepoel     |
| 5    | 1 sie  | Covarrubias – Lagunas de Neila   | górski      | 158          | Iván Sosa           | Remco Evenepoel     |

## Drużyny
| WorldTeams (14)- Deceuninck-Quick Step - Bora-Hansgrohe - Groupama-FDJ - Bahrain McLaren - Israel Start-Up Nation - CCC Team - Movistar Team - Jumbo-Visma - UAE Team Emirates - NTT Pro Cycling - Mitchelton-Scott - Ineos - Astana - Trek-Segafredo ProTeams (6)- Gazprom-RusVelo - Caja Rural-Seguros RGA - Nippo Delko One Provence - Burgos-BH - Bingoal-Wallonie Bruxelles - Euskaltel-Euskadi Continental teams (2)- Equipo Kern Pharma - Kometa-Xstra |
| |

### Lista startowa
| Team Ineos INS | Team Ineos INS         | Team Ineos INS |
| -------------- | ---------------------- | -------------- |
| Nr             | Kolarz                 | Miejsce        |
| 1              | Iván Sosa (COL)        | 25.            |
| 2              | Richard Carapaz (ECU)  | 6.             |
| 3              | Edward Dunbar (IRL)    | 23.            |
| 4              | Filippo Ganna (ITA)    | 56.            |
| 5              | Sebastián Henao (COL)  | DNF-1          |
| 6              | Christian Knees (GER)  | 54.            |
| 7              | Carlos Rodríguez (ESP) | 52.            |

| Movistar Team MOV | Movistar Team MOV                | Movistar Team MOV |
| ----------------- | -------------------------------- | ----------------- |
| Nr                | Kolarz                           | Miejsce           |
| 11                | Alejandro Valverde (ESP) (szosa) | 15.               |
| 12                | Imanol Erviti (ESP)              | 74.               |
| 13                | Lluís Mas (ESP)                  | 100.              |
| 14                | Enric Mas (ESP)                  | 35.               |
| 15                | Antonio Pedrero (ESP)            | 64.               |
| 16                | Marc Soler (ESP)                 | 86.               |
| 17                | Carlos Verona (ESP)              | 63.               |

| Trek-Segafredo TFS | Trek-Segafredo TFS          | Trek-Segafredo TFS |
| ------------------ | --------------------------- | ------------------ |
| Nr                 | Kolarz                      | Miejsce            |
| 21                 | Mads Pedersen (DEN) (szosa) | DNF-5              |
| 22                 | Emīls Liepiņš (LAT)         | 102.               |
| 23                 | Juan Pedro López (ESP)      | 26.                |
| 24                 | Matteo Moschetti (ITA)      | DNF-5              |
| 25                 | Charlie Quaterman (GBR)     | 127.               |
| 26                 | Jasper Stuyven (BEL)        | DNF-5              |
| 27                 | Edward Theuns (BEL)         | 70.                |

| Bahrain McLaren TBM | Bahrain McLaren TBM     | Bahrain McLaren TBM |
| ------------------- | ----------------------- | ------------------- |
| Nr                  | Kolarz                  | Miejsce             |
| 31                  | Mikel Landa (ESP)       | 2.                  |
| 32                  | Eros Capecchi (ITA)     | 91.                 |
| 33                  | Damiano Caruso (ITA)    | 31.                 |
| 34                  | Mark Cavendish (GBR)    | 126.                |
| 35                  | Marco Haller (AUT)      | 112.                |
| 36                  | Heinrich Haussler (AUS) | 116.                |
| 37                  | Pello Bilbao (ESP)      | 41.                 |

| Astana AST | Astana AST              | Astana AST |
| ---------- | ----------------------- | ---------- |
| Nr         | Kolarz                  | Miejsce    |
| 41         | Alex Aranburu (ESP)     | DNS-5      |
| 42         | Óscar Rodríguez (ESP)   | 12.        |
| 43         | Żandos Biżygitow (KAZ)  | 94.        |
| 44         | Rodrigo Contreras (COL) | 27.        |
| 45         | Daniił Fominych (KAZ)   | 66.        |
| 46         | Jurij Natarow (KAZ)     | 30.        |
| 47         | Nikita Stalnow (KAZ)    | 46.        |

| Bora-Hansgrohe BOH | Bora-Hansgrohe BOH        | Bora-Hansgrohe BOH |
| ------------------ | ------------------------- | ------------------ |
| Nr                 | Kolarz                    | Miejsce            |
| 51                 | Rafał Majka (POL)         | 24.                |
| 52                 | Matteo Fabbro (ITA)       | 50.                |
| 53                 | Felix Großschartner (AUT) | 36.                |
| 54                 | Lennard Kämna (GER)       | 17.                |
| 55                 | Martin Laas (EST)         | 124.               |
| 56                 | Jay McCarthy (AUS)        | 62.                |
| 57                 | Lukas Pöstlberger (AUT)   | DNS-5              |

| UAE Team Emirates UAD | UAE Team Emirates UAD             | UAE Team Emirates UAD |
| --------------------- | --------------------------------- | --------------------- |
| Nr                    | Kolarz                            | Miejsce               |
| 61                    | Fabio Aru (ITA)                   | 9.                    |
| 62                    | Andrés Camilo Ardila (COL)        | DNS-2                 |
| 63                    | David de la Cruz (ESP)            | 8.                    |
| 64                    | Fernando Gaviria (COL)            | 101.                  |
| 65                    | Juan Sebastián Molano (COL)       | DNS-2                 |
| 66                    | Cristian Camilo Muñoz (COL)       | DNS-2                 |
| 67                    | Maximiliano Richeze (ARG) (szosa) | 111.                  |

| Deceuninck-Quick Step DQT | Deceuninck-Quick Step DQT    | Deceuninck-Quick Step DQT |
| ------------------------- | ---------------------------- | ------------------------- |
| Nr                        | Kolarz                       | Miejsce                   |
| 71                        | Remco Evenepoel (BEL)        | 1.                        |
| 72                        | João Almeida (POR)           | 3.                        |
| 73                        | Shane Archbold (NZL) (szosa) | 108.                      |
| 74                        | Andrea Bagioli (ITA)         | 34.                       |
| 75                        | Sam Bennett (IRL) (szosa)    | 113.                      |
| 76                        | Yves Lampaert (BEL)          | 57.                       |
| 77                        | Michael Mørkøv (DEN) (szosa) | 90.                       |

| NTT Pro Cycling NTT | NTT Pro Cycling NTT    | NTT Pro Cycling NTT |
| ------------------- | ---------------------- | ------------------- |
| Nr                  | Kolarz                 | Miejsce             |
| 81                  | Nicholas Dlamini (RSA) | 89.                 |
| 82                  | Benjamin Dyball (AUS)  | 106.                |
| 83                  | Louis Meintjes (RSA)   | 14.                 |
| 84                  | Giacomo Nizzolo (ITA)  | DNF-5               |
| 85                  | Ben O’Connor (AUS)     | 96.                 |
| 86                  | Max Walscheid (GER)    | DNF-5               |
| 87                  | Danilo Wyss (SUI)      | 43.                 |

| Mitchelton-Scott MTS | Mitchelton-Scott MTS          | Mitchelton-Scott MTS |
| -------------------- | ----------------------------- | -------------------- |
| Nr                   | Kolarz                        | Miejsce              |
| 91                   | Simon Yates (GBR)             | 16.                  |
| 92                   | Lucas Hamilton (AUS)          | 60.                  |
| 93                   | Esteban Chaves (COL)          | 4.                   |
| 94                   | Alexander Edmondson (AUS)     | 85.                  |
| 95                   | Jack Haig (AUS)               | 29.                  |
| 96                   | Christopher Juul-Jensen (DEN) | 75.                  |
| 97                   | Mikel Nieve (ESP)             | 10.                  |

| Groupama-FDJ GFC | Groupama-FDJ GFC          | Groupama-FDJ GFC |
| ---------------- | ------------------------- | ---------------- |
| Nr               | Kolarz                    | Miejsce          |
| 101              | Arnaud Démare (FRA)       | 107.             |
| 102              | David Gaudu (FRA)         | 19.              |
| 103              | Jacopo Guarnieri (ITA)    | 115.             |
| 104              | Ignatas Konovalovas (LTU) | 99.              |
| 105              | Miles Scotson (AUS)       | 67.              |
| 106              | Kilian Frankiny (SUI)     | 110.             |
| 107              | Ramon Sinkeldam (NED)     | 79.              |

| Israel Start-Up Nation ISN | Israel Start-Up Nation ISN | Israel Start-Up Nation ISN |
| -------------------------- | -------------------------- | -------------------------- |
| Nr                         | Kolarz                     | Miejsce                    |
| 111                        | Davide Cimolai (ITA)       | 121.                       |
| 112                        | Alex Dowsett (GBR)         | DNS-1                      |
| 113                        | Rick Zabel (GER)           | 58.                        |
| 114                        | Ben Hermans (BEL)          | 7.                         |
| 115                        | Daniel Navarro (ESP)       | 33.                        |
| 117                        | Tom Van Asbroeck (BEL)     | 59.                        |

| CCC Team CCC | CCC Team CCC             | CCC Team CCC |
| ------------ | ------------------------ | ------------ |
| Nr           | Kolarz                   | Miejsce      |
| 121          | Patrick Bevin (NZL)      | 83.          |
| 122          | Víctor de la Parte (ESP) | 11.          |
| 123          | Kamil Gradek (POL)       | 71.          |
| 124          | Kamil Małecki (POL)      | 82.          |
| 125          | Szymon Sajnok (POL)      | 104.         |
| 126          | Matteo Trentin (ITA)     | 69.          |
| 127          | Attila Valter (HUN)      | 68.          |

| Jumbo-Visma TJV | Jumbo-Visma TJV         | Jumbo-Visma TJV |
| --------------- | ----------------------- | --------------- |
| Nr              | Kolarz                  | Miejsce         |
| 131             | George Bennett (NZL)    | 5.              |
| 132             | Pascal Eenkhoorn (NED)  | 72.             |
| 133             | Lennard Hofstede (NED)  | 77.             |
| 134             | Sepp Kuss (USA)         | 20.             |
| 135             | Timo Roosen (NED)       | 73.             |
| 136             | Gijs Leemreize (NED)    | DNF-1           |
| 137             | Finn Fisher-Black (NZL) | 117.            |

| Caja Rural-Seguros RGA CJR | Caja Rural-Seguros RGA CJR | Caja Rural-Seguros RGA CJR |
| -------------------------- | -------------------------- | -------------------------- |
| Nr                         | Kolarz                     | Miejsce                    |
| 141                        | Jonathan Lastra (ESP)      | DNS-3                      |
| 142                        | Alejandro Osorio (COL)     | 87.                        |
| 143                        | Cristián Rodríguez (ESP)   | 13.                        |
| 144                        | Jon Irisarri (ESP)         | 47.                        |
| 145                        | Jon Aberasturi (ESP)       | DNF-5                      |
| 146                        | Gonzalo Serrano (ESP)      | DNF-5                      |
| 147                        | Joel Nicolau (ESP)         | 76.                        |

| Burgos-BH BBH | Burgos-BH BBH            | Burgos-BH BBH |
| ------------- | ------------------------ | ------------- |
| Nr            | Kolarz                   | Miejsce       |
| 151           | Ángel Madrazo (ESP)      | 51.           |
| 152           | Willie Smit (RSA)        | 122.          |
| 153           | Jaume Sureda (ESP)       | DNF-3         |
| 154           | Óscar Cabedo (ESP)       | 84.           |
| 155           | Ángel Fuentes (ESP)      | 123.          |
| 156           | Jetse Bol (NED)          | 38.           |
| 157           | Juan Felipe Osorio (COL) | 40.           |

| Euskaltel-Euskadi EUS | Euskaltel-Euskadi EUS  | Euskaltel-Euskadi EUS |
| --------------------- | ---------------------- | --------------------- |
| Nr                    | Kolarz                 | Miejsce               |
| 161                   | Juan José Lobato (ESP) | DNF-5                 |
| 162                   | Mikel Aristi (ESP)     | DNF-5                 |
| 163                   | Julen Irizar (ESP)     | DNS-5                 |
| 164                   | Mikel Bizkarra (ESP)   | 42.                   |
| 165                   | Gotzon Martín (ESP)    | 78.                   |
| 166                   | Rubén Fernández (ESP)  | 32.                   |
| 167                   | Txomin Juaristi (ESP)  | 105.                  |

| Nippo-Delko One Provence NDP | Nippo-Delko One Provence NDP | Nippo-Delko One Provence NDP |
| ---------------------------- | ---------------------------- | ---------------------------- |
| Nr                           | Kolarz                       | Miejsce                      |
| 171                          | José Manuel Díaz (ESP)       | 18.                          |
| 172                          | Alessandro Fedeli (ITA)      | 88.                          |
| 173                          | Delio Fernández (ESP)        | 39.                          |
| 174                          | Mauro Finetto (ITA)          | 53.                          |
| 175                          | Biniam Girmay (ERI)          | DNF-5                        |
| 176                          | Riccardo Minali (ITA)        | 109.                         |
| 177                          | Mulu Hailemichael (ETH)      | 97.                          |

| Gazprom-RusVelo GAZ | Gazprom-RusVelo GAZ       | Gazprom-RusVelo GAZ |
| ------------------- | ------------------------- | ------------------- |
| Nr                  | Kolarz                    | Miejsce             |
| 181                 | Siergiej Czerniecki (RUS) | 22.                 |
| 182                 | Marco Canola (ITA)        | 93.                 |
| 183                 | Damiano Cima (ITA)        | 125.                |
| 184                 | Aleksiej Rybałkin (RUS)   | 61.                 |
| 185                 | Nikołaj Czerkasow (RUS)   | 80.                 |
| 186                 | Simone Velasco (ITA)      | 103.                |
| 187                 | Iwan Rowny (RUS)          | 65.                 |

| Bingoal-Wallonie Bruxelles WVA | Bingoal-Wallonie Bruxelles WVA | Bingoal-Wallonie Bruxelles WVA |
| ------------------------------ | ------------------------------ | ------------------------------ |
| Nr                             | Kolarz                         | Miejsce                        |
| 191                            | Laurens Huys (BEL)             | 45.                            |
| 192                            | Eliot Lietaer (BEL)            | 28.                            |
| 193                            | Arjen Livyns (BEL)             | 92.                            |
| 194                            | Baptiste Planckaert (BEL)      | 49.                            |
| 195                            | Ludovic Robeet (BEL)           | 119.                           |
| 196                            | Lionel Taminiaux (BEL)         | 95.                            |
| 197                            | Jelle Vanendert (BEL)          | 114.                           |

| Kometa-Xstra KMT | Kometa-Xstra KMT                 | Kometa-Xstra KMT |
| ---------------- | -------------------------------- | ---------------- |
| Nr               | Kolarz                           | Miejsce          |
| 201              | Alessandro Fancellu (ITA)        | DNF-5            |
| 202              | Márton Dina (HUN)                | 48.              |
| 203              | Diego Sevilla (ESP)              | 120.             |
| 204              | Alejandro Ropero (ESP)           | 98.              |
| 205              | Antonio Puppio (ITA)             | 81.              |
| 206              | José Antonio García Martín (ESP) | DNF-3            |
| 207              | Riccardo Verza (ITA)             | 118.             |

| Equipo Kern Pharma EKP | Equipo Kern Pharma EKP     | Equipo Kern Pharma EKP |
| ---------------------- | -------------------------- | ---------------------- |
| Nr                     | Kolarz                     | Miejsce                |
| 211                    | Jaime Castrillo (ESP)      | 44.                    |
| 212                    | Roger Adrià (ESP)          | 37.                    |
| 213                    | Francisco Galván (ESP)     | DNF-5                  |
| 214                    | Jon Agirre (ESP)           | DNF-4                  |
| 215                    | Urko Berrade (ESP)         | 21.                    |
| 216                    | Enrique Sanz (ESP)         | DNF-5                  |
| 217                    | Daniel Méndez Noreña (COL) | 55.                    |

| Team Ineos INS | Team Ineos INS         | Team Ineos INS |
| -------------- | ---------------------- | -------------- |
| Nr             | Kolarz                 | Miejsce        |
| 1              | Iván Sosa (COL)        | 25.            |
| 2              | Richard Carapaz (ECU)  | 6.             |
| 3              | Edward Dunbar (IRL)    | 23.            |
| 4              | Filippo Ganna (ITA)    | 56.            |
| 5              | Sebastián Henao (COL)  | DNF-1          |
| 6              | Christian Knees (GER)  | 54.            |
| 7              | Carlos Rodríguez (ESP) | 52.            |

| Movistar Team MOV | Movistar Team MOV                | Movistar Team MOV |
| ----------------- | -------------------------------- | ----------------- |
| Nr                | Kolarz                           | Miejsce           |
| 11                | Alejandro Valverde (ESP) (szosa) | 15.               |
| 12                | Imanol Erviti (ESP)              | 74.               |
| 13                | Lluís Mas (ESP)                  | 100.              |
| 14                | Enric Mas (ESP)                  | 35.               |
| 15                | Antonio Pedrero (ESP)            | 64.               |
| 16                | Marc Soler (ESP)                 | 86.               |
| 17                | Carlos Verona (ESP)              | 63.               |

| Trek-Segafredo TFS | Trek-Segafredo TFS          | Trek-Segafredo TFS |
| ------------------ | --------------------------- | ------------------ |
| Nr                 | Kolarz                      | Miejsce            |
| 21                 | Mads Pedersen (DEN) (szosa) | DNF-5              |
| 22                 | Emīls Liepiņš (LAT)         | 102.               |
| 23                 | Juan Pedro López (ESP)      | 26.                |
| 24                 | Matteo Moschetti (ITA)      | DNF-5              |
| 25                 | Charlie Quaterman (GBR)     | 127.               |
| 26                 | Jasper Stuyven (BEL)        | DNF-5              |
| 27                 | Edward Theuns (BEL)         | 70.                |

| Bahrain McLaren TBM | Bahrain McLaren TBM     | Bahrain McLaren TBM |
| ------------------- | ----------------------- | ------------------- |
| Nr                  | Kolarz                  | Miejsce             |
| 31                  | Mikel Landa (ESP)       | 2.                  |
| 32                  | Eros Capecchi (ITA)     | 91.                 |
| 33                  | Damiano Caruso (ITA)    | 31.                 |
| 34                  | Mark Cavendish (GBR)    | 126.                |
| 35                  | Marco Haller (AUT)      | 112.                |
| 36                  | Heinrich Haussler (AUS) | 116.                |
| 37                  | Pello Bilbao (ESP)      | 41.                 |

| Astana AST | Astana AST              | Astana AST |
| ---------- | ----------------------- | ---------- |
| Nr         | Kolarz                  | Miejsce    |
| 41         | Alex Aranburu (ESP)     | DNS-5      |
| 42         | Óscar Rodríguez (ESP)   | 12.        |
| 43         | Żandos Biżygitow (KAZ)  | 94.        |
| 44         | Rodrigo Contreras (COL) | 27.        |
| 45         | Daniił Fominych (KAZ)   | 66.        |
| 46         | Jurij Natarow (KAZ)     | 30.        |
| 47         | Nikita Stalnow (KAZ)    | 46.        |

| Bora-Hansgrohe BOH | Bora-Hansgrohe BOH        | Bora-Hansgrohe BOH |
| ------------------ | ------------------------- | ------------------ |
| Nr                 | Kolarz                    | Miejsce            |
| 51                 | Rafał Majka (POL)         | 24.                |
| 52                 | Matteo Fabbro (ITA)       | 50.                |
| 53                 | Felix Großschartner (AUT) | 36.                |
| 54                 | Lennard Kämna (GER)       | 17.                |
| 55                 | Martin Laas (EST)         | 124.               |
| 56                 | Jay McCarthy (AUS)        | 62.                |
| 57                 | Lukas Pöstlberger (AUT)   | DNS-5              |

| UAE Team Emirates UAD | UAE Team Emirates UAD             | UAE Team Emirates UAD |
| --------------------- | --------------------------------- | --------------------- |
| Nr                    | Kolarz                            | Miejsce               |
| 61                    | Fabio Aru (ITA)                   | 9.                    |
| 62                    | Andrés Camilo Ardila (COL)        | DNS-2                 |
| 63                    | David de la Cruz (ESP)            | 8.                    |
| 64                    | Fernando Gaviria (COL)            | 101.                  |
| 65                    | Juan Sebastián Molano (COL)       | DNS-2                 |
| 66                    | Cristian Camilo Muñoz (COL)       | DNS-2                 |
| 67                    | Maximiliano Richeze (ARG) (szosa) | 111.                  |

| Deceuninck-Quick Step DQT | Deceuninck-Quick Step DQT    | Deceuninck-Quick Step DQT |
| ------------------------- | ---------------------------- | ------------------------- |
| Nr                        | Kolarz                       | Miejsce                   |
| 71                        | Remco Evenepoel (BEL)        | 1.                        |
| 72                        | João Almeida (POR)           | 3.                        |
| 73                        | Shane Archbold (NZL) (szosa) | 108.                      |
| 74                        | Andrea Bagioli (ITA)         | 34.                       |
| 75                        | Sam Bennett (IRL) (szosa)    | 113.                      |
| 76                        | Yves Lampaert (BEL)          | 57.                       |
| 77                        | Michael Mørkøv (DEN) (szosa) | 90.                       |

| NTT Pro Cycling NTT | NTT Pro Cycling NTT    | NTT Pro Cycling NTT |
| ------------------- | ---------------------- | ------------------- |
| Nr                  | Kolarz                 | Miejsce             |
| 81                  | Nicholas Dlamini (RSA) | 89.                 |
| 82                  | Benjamin Dyball (AUS)  | 106.                |
| 83                  | Louis Meintjes (RSA)   | 14.                 |
| 84                  | Giacomo Nizzolo (ITA)  | DNF-5               |
| 85                  | Ben O’Connor (AUS)     | 96.                 |
| 86                  | Max Walscheid (GER)    | DNF-5               |
| 87                  | Danilo Wyss (SUI)      | 43.                 |

| Mitchelton-Scott MTS | Mitchelton-Scott MTS          | Mitchelton-Scott MTS |
| -------------------- | ----------------------------- | -------------------- |
| Nr                   | Kolarz                        | Miejsce              |
| 91                   | Simon Yates (GBR)             | 16.                  |
| 92                   | Lucas Hamilton (AUS)          | 60.                  |
| 93                   | Esteban Chaves (COL)          | 4.                   |
| 94                   | Alexander Edmondson (AUS)     | 85.                  |
| 95                   | Jack Haig (AUS)               | 29.                  |
| 96                   | Christopher Juul-Jensen (DEN) | 75.                  |
| 97                   | Mikel Nieve (ESP)             | 10.                  |

| Groupama-FDJ GFC | Groupama-FDJ GFC          | Groupama-FDJ GFC |
| ---------------- | ------------------------- | ---------------- |
| Nr               | Kolarz                    | Miejsce          |
| 101              | Arnaud Démare (FRA)       | 107.             |
| 102              | David Gaudu (FRA)         | 19.              |
| 103              | Jacopo Guarnieri (ITA)    | 115.             |
| 104              | Ignatas Konovalovas (LTU) | 99.              |
| 105              | Miles Scotson (AUS)       | 67.              |
| 106              | Kilian Frankiny (SUI)     | 110.             |
| 107              | Ramon Sinkeldam (NED)     | 79.              |

| Israel Start-Up Nation ISN | Israel Start-Up Nation ISN | Israel Start-Up Nation ISN |
| -------------------------- | -------------------------- | -------------------------- |
| Nr                         | Kolarz                     | Miejsce                    |
| 111                        | Davide Cimolai (ITA)       | 121.                       |
| 112                        | Alex Dowsett (GBR)         | DNS-1                      |
| 113                        | Rick Zabel (GER)           | 58.                        |
| 114                        | Ben Hermans (BEL)          | 7.                         |
| 115                        | Daniel Navarro (ESP)       | 33.                        |
| 117                        | Tom Van Asbroeck (BEL)     | 59.                        |

| CCC Team CCC | CCC Team CCC             | CCC Team CCC |
| ------------ | ------------------------ | ------------ |
| Nr           | Kolarz                   | Miejsce      |
| 121          | Patrick Bevin (NZL)      | 83.          |
| 122          | Víctor de la Parte (ESP) | 11.          |
| 123          | Kamil Gradek (POL)       | 71.          |
| 124          | Kamil Małecki (POL)      | 82.          |
| 125          | Szymon Sajnok (POL)      | 104.         |
| 126          | Matteo Trentin (ITA)     | 69.          |
| 127          | Attila Valter (HUN)      | 68.          |

| Jumbo-Visma TJV | Jumbo-Visma TJV         | Jumbo-Visma TJV |
| --------------- | ----------------------- | --------------- |
| Nr              | Kolarz                  | Miejsce         |
| 131             | George Bennett (NZL)    | 5.              |
| 132             | Pascal Eenkhoorn (NED)  | 72.             |
| 133             | Lennard Hofstede (NED)  | 77.             |
| 134             | Sepp Kuss (USA)         | 20.             |
| 135             | Timo Roosen (NED)       | 73.             |
| 136             | Gijs Leemreize (NED)    | DNF-1           |
| 137             | Finn Fisher-Black (NZL) | 117.            |

| Caja Rural-Seguros RGA CJR | Caja Rural-Seguros RGA CJR | Caja Rural-Seguros RGA CJR |
| -------------------------- | -------------------------- | -------------------------- |
| Nr                         | Kolarz                     | Miejsce                    |
| 141                        | Jonathan Lastra (ESP)      | DNS-3                      |
| 142                        | Alejandro Osorio (COL)     | 87.                        |
| 143                        | Cristián Rodríguez (ESP)   | 13.                        |
| 144                        | Jon Irisarri (ESP)         | 47.                        |
| 145                        | Jon Aberasturi (ESP)       | DNF-5                      |
| 146                        | Gonzalo Serrano (ESP)      | DNF-5                      |
| 147                        | Joel Nicolau (ESP)         | 76.                        |

| Burgos-BH BBH | Burgos-BH BBH            | Burgos-BH BBH |
| ------------- | ------------------------ | ------------- |
| Nr            | Kolarz                   | Miejsce       |
| 151           | Ángel Madrazo (ESP)      | 51.           |
| 152           | Willie Smit (RSA)        | 122.          |
| 153           | Jaume Sureda (ESP)       | DNF-3         |
| 154           | Óscar Cabedo (ESP)       | 84.           |
| 155           | Ángel Fuentes (ESP)      | 123.          |
| 156           | Jetse Bol (NED)          | 38.           |
| 157           | Juan Felipe Osorio (COL) | 40.           |

| Euskaltel-Euskadi EUS | Euskaltel-Euskadi EUS  | Euskaltel-Euskadi EUS |
| --------------------- | ---------------------- | --------------------- |
| Nr                    | Kolarz                 | Miejsce               |
| 161                   | Juan José Lobato (ESP) | DNF-5                 |
| 162                   | Mikel Aristi (ESP)     | DNF-5                 |
| 163                   | Julen Irizar (ESP)     | DNS-5                 |
| 164                   | Mikel Bizkarra (ESP)   | 42.                   |
| 165                   | Gotzon Martín (ESP)    | 78.                   |
| 166                   | Rubén Fernández (ESP)  | 32.                   |
| 167                   | Txomin Juaristi (ESP)  | 105.                  |

| Nippo-Delko One Provence NDP | Nippo-Delko One Provence NDP | Nippo-Delko One Provence NDP |
| ---------------------------- | ---------------------------- | ---------------------------- |
| Nr                           | Kolarz                       | Miejsce                      |
| 171                          | José Manuel Díaz (ESP)       | 18.                          |
| 172                          | Alessandro Fedeli (ITA)      | 88.                          |
| 173                          | Delio Fernández (ESP)        | 39.                          |
| 174                          | Mauro Finetto (ITA)          | 53.                          |
| 175                          | Biniam Girmay (ERI)          | DNF-5                        |
| 176                          | Riccardo Minali (ITA)        | 109.                         |
| 177                          | Mulu Hailemichael (ETH)      | 97.                          |

| Gazprom-RusVelo GAZ | Gazprom-RusVelo GAZ       | Gazprom-RusVelo GAZ |
| ------------------- | ------------------------- | ------------------- |
| Nr                  | Kolarz                    | Miejsce             |
| 181                 | Siergiej Czerniecki (RUS) | 22.                 |
| 182                 | Marco Canola (ITA)        | 93.                 |
| 183                 | Damiano Cima (ITA)        | 125.                |
| 184                 | Aleksiej Rybałkin (RUS)   | 61.                 |
| 185                 | Nikołaj Czerkasow (RUS)   | 80.                 |
| 186                 | Simone Velasco (ITA)      | 103.                |
| 187                 | Iwan Rowny (RUS)          | 65.                 |

| Bingoal-Wallonie Bruxelles WVA | Bingoal-Wallonie Bruxelles WVA | Bingoal-Wallonie Bruxelles WVA |
| ------------------------------ | ------------------------------ | ------------------------------ |
| Nr                             | Kolarz                         | Miejsce                        |
| 191                            | Laurens Huys (BEL)             | 45.                            |
| 192                            | Eliot Lietaer (BEL)            | 28.                            |
| 193                            | Arjen Livyns (BEL)             | 92.                            |
| 194                            | Baptiste Planckaert (BEL)      | 49.                            |
| 195                            | Ludovic Robeet (BEL)           | 119.                           |
| 196                            | Lionel Taminiaux (BEL)         | 95.                            |
| 197                            | Jelle Vanendert (BEL)          | 114.                           |

| Kometa-Xstra KMT | Kometa-Xstra KMT                 | Kometa-Xstra KMT |
| ---------------- | -------------------------------- | ---------------- |
| Nr               | Kolarz                           | Miejsce          |
| 201              | Alessandro Fancellu (ITA)        | DNF-5            |
| 202              | Márton Dina (HUN)                | 48.              |
| 203              | Diego Sevilla (ESP)              | 120.             |
| 204              | Alejandro Ropero (ESP)           | 98.              |
| 205              | Antonio Puppio (ITA)             | 81.              |
| 206              | José Antonio García Martín (ESP) | DNF-3            |
| 207              | Riccardo Verza (ITA)             | 118.             |

| Equipo Kern Pharma EKP | Equipo Kern Pharma EKP     | Equipo Kern Pharma EKP |
| ---------------------- | -------------------------- | ---------------------- |
| Nr                     | Kolarz                     | Miejsce                |
| 211                    | Jaime Castrillo (ESP)      | 44.                    |
| 212                    | Roger Adrià (ESP)          | 37.                    |
| 213                    | Francisco Galván (ESP)     | DNF-5                  |
| 214                    | Jon Agirre (ESP)           | DNF-4                  |
| 215                    | Urko Berrade (ESP)         | 21.                    |
| 216                    | Enrique Sanz (ESP)         | DNF-5                  |
| 217                    | Daniel Méndez Noreña (COL) | 55.                    |

Legenda: DNF – nie ukończył etapu, OTL – przekroczył limit czasu, DNS – nie wystartował do etapu, DSQ – zdyskwalifikowany. Numer przy skrócie oznacza etap, na którym kolarz opuścił wyścig.

## Wyniki etapów

### Etap 1
| \| Klasyfikacja etapu \| Klasyfikacja etapu \| Klasyfikacja etapu \| Klasyfikacja etapu \| Klasyfikacja etapu \| \| Kolarz \| Kolarz \| Państwo \| Drużyna \| Czas \| \| ------------------ \| ------------------- \| ------------------ \| ---------------------- \| ------------------ \| \| 1. \| Felix Großschartner \| Austria \| Bora-Hansgrohe \| 3h 40' 21" \| \| 2. \| João Almeida \| Portugalia \| Deceuninck-Quick Step \| + 8" \| \| 3. \| Alejandro Valverde \| Hiszpania \| Movistar Team \| + 8" \| \| 4. \| Alex Aranburu \| Hiszpania \| Astana \| + 8" \| \| 5. \| Mikel Landa \| Hiszpania \| Bahrain McLaren \| + 8" \| \| 6. \| David Gaudu \| Francja \| Groupama-FDJ \| + 8" \| \| 7. \| Jon Aberasturi \| Hiszpania \| Caja Rural-Seguros RGA \| + 8" \| \| 8. \| Jay McCarthy \| Australia \| Bora-Hansgrohe \| + 8" \| \| 9. \| Matteo Trentin \| Włochy \| CCC Team \| + 8" \| \| 10. \| Remco Evenepoel \| Belgia \| Deceuninck-Quick Step \| + 8" \| |                     |            |                        |            |
| |                     |            |                        |            |
| Źródło: ProCyclingStats |                     |            |                        |            |
| Klasyfikacja etapu |                     |            |                        |            |
| Kolarz | Kolarz              | Państwo    | Drużyna                | Czas       |
| 1. | Felix Großschartner | Austria    | Bora-Hansgrohe         | 3h 40' 21" |
| 2. | João Almeida        | Portugalia | Deceuninck-Quick Step  | + 8"       |
| 3. | Alejandro Valverde  | Hiszpania  | Movistar Team          | + 8"       |
| 4. | Alex Aranburu       | Hiszpania  | Astana                 | + 8"       |
| 5. | Mikel Landa         | Hiszpania  | Bahrain McLaren        | + 8"       |
| 6. | David Gaudu         | Francja    | Groupama-FDJ           | + 8"       |
| 7. | Jon Aberasturi      | Hiszpania  | Caja Rural-Seguros RGA | + 8"       |
| 8. | Jay McCarthy        | Australia  | Bora-Hansgrohe         | + 8"       |
| 9. | Matteo Trentin      | Włochy     | CCC Team               | + 8"       |
| 10. | Remco Evenepoel     | Belgia     | Deceuninck-Quick Step  | + 8"       |

| \| Klasyfikacja generalna \| Klasyfikacja generalna \| Klasyfikacja generalna \| Klasyfikacja generalna \| Klasyfikacja generalna \| \| Kolarz \| Kolarz \| Państwo \| Drużyna \| Czas \| \| ---------------------- \| ---------------------- \| ---------------------- \| ---------------------- \| ---------------------- \| \| 1. \| Felix Großschartner \| Austria \| Bora-Hansgrohe \| 3h 40' 21" \| \| 2. \| João Almeida \| Portugalia \| Deceuninck-Quick Step \| + 8" \| \| 3. \| Alejandro Valverde \| Hiszpania \| Movistar Team \| + 8" \| \| 4. \| Alex Aranburu \| Hiszpania \| Astana \| + 8" \| \| 5. \| Mikel Landa \| Hiszpania \| Bahrain McLaren \| + 10" \| \| 6. \| David Gaudu \| Francja \| Groupama-FDJ \| + 10" \| \| 7. \| Jon Aberasturi \| Hiszpania \| Caja Rural-Seguros RGA \| + 10" \| \| 8. \| Jay McCarthy \| Australia \| Bora-Hansgrohe \| + 10" \| \| 9. \| Matteo Trentin \| Włochy \| CCC Team \| + 10" \| \| 10. \| Remco Evenepoel \| Belgia \| Deceuninck-Quick Step \| + 10" \| |                     |            |                        |            |
| |                     |            |                        |            |
| Źródło: ProCyclingStats |                     |            |                        |            |
| Klasyfikacja generalna |                     |            |                        |            |
| Kolarz | Kolarz              | Państwo    | Drużyna                | Czas       |
| 1. | Felix Großschartner | Austria    | Bora-Hansgrohe         | 3h 40' 21" |
| 2. | João Almeida        | Portugalia | Deceuninck-Quick Step  | + 8"       |
| 3. | Alejandro Valverde  | Hiszpania  | Movistar Team          | + 8"       |
| 4. | Alex Aranburu       | Hiszpania  | Astana                 | + 8"       |
| 5. | Mikel Landa         | Hiszpania  | Bahrain McLaren        | + 10"      |
| 6. | David Gaudu         | Francja    | Groupama-FDJ           | + 10"      |
| 7. | Jon Aberasturi      | Hiszpania  | Caja Rural-Seguros RGA | + 10"      |
| 8. | Jay McCarthy        | Australia  | Bora-Hansgrohe         | + 10"      |
| 9. | Matteo Trentin      | Włochy     | CCC Team               | + 10"      |
| 10. | Remco Evenepoel     | Belgia     | Deceuninck-Quick Step  | + 10"      |

### Etap 2
| \| Klasyfikacja etapu \| Klasyfikacja etapu \| Klasyfikacja etapu \| Klasyfikacja etapu \| Klasyfikacja etapu \| \| Kolarz \| Kolarz \| Państwo \| Drużyna \| Czas \| \| ------------------ \| ------------------ \| ------------------ \| ---------------------- \| ------------------ \| \| 1. \| Fernando Gaviria \| Kolumbia \| UAE Team Emirates \| 3h 55' 38" \| \| 2. \| Arnaud Démare \| Francja \| Groupama-FDJ \| + 0" \| \| 3. \| Sam Bennett \| Irlandia \| Deceuninck-Quick Step \| + 0" \| \| 4. \| Matteo Trentin \| Włochy \| CCC Team \| + 0" \| \| 5. \| Jon Aberasturi \| Hiszpania \| Caja Rural-Seguros RGA \| + 0" \| \| 6. \| Jasper Stuyven \| Belgia \| Trek-Segafredo \| + 0" \| \| 7. \| Giacomo Nizzolo \| Włochy \| NTT Pro Cycling \| + 0" \| \| 8. \| Edward Theuns \| Belgia \| Trek-Segafredo \| + 0" \| \| 9. \| Pascal Eenkhoorn \| Holandia \| Jumbo-Visma \| + 0" \| \| 10. \| Mikel Aristi \| Hiszpania \| Euskaltel-Euskadi \| + 0" \| |                  |           |                        |            |
| |                  |           |                        |            |
| Źródło: ProCyclingStats |                  |           |                        |            |
| Klasyfikacja etapu |                  |           |                        |            |
| Kolarz | Kolarz           | Państwo   | Drużyna                | Czas       |
| 1. | Fernando Gaviria | Kolumbia  | UAE Team Emirates      | 3h 55' 38" |
| 2. | Arnaud Démare    | Francja   | Groupama-FDJ           | + 0"       |
| 3. | Sam Bennett      | Irlandia  | Deceuninck-Quick Step  | + 0"       |
| 4. | Matteo Trentin   | Włochy    | CCC Team               | + 0"       |
| 5. | Jon Aberasturi   | Hiszpania | Caja Rural-Seguros RGA | + 0"       |
| 6. | Jasper Stuyven   | Belgia    | Trek-Segafredo         | + 0"       |
| 7. | Giacomo Nizzolo  | Włochy    | NTT Pro Cycling        | + 0"       |
| 8. | Edward Theuns    | Belgia    | Trek-Segafredo         | + 0"       |
| 9. | Pascal Eenkhoorn | Holandia  | Jumbo-Visma            | + 0"       |
| 10. | Mikel Aristi     | Hiszpania | Euskaltel-Euskadi      | + 0"       |

| \| Klasyfikacja generalna \| Klasyfikacja generalna \| Klasyfikacja generalna \| Klasyfikacja generalna \| Klasyfikacja generalna \| \| Kolarz \| Kolarz \| Państwo \| Drużyna \| Czas \| \| ---------------------- \| ---------------------- \| ---------------------- \| ---------------------- \| ---------------------- \| \| 1. \| Felix Großschartner \| Austria \| Bora-Hansgrohe \| 7h 35' 59" \| \| 2. \| Jon Aberasturi \| Hiszpania \| Caja Rural-Seguros RGA \| + 8" \| \| 3. \| Matteo Trentin \| Włochy \| CCC Team \| + 8" \| \| 4. \| Jasper Stuyven \| Belgia \| Trek-Segafredo \| + 8" \| \| 5. \| Giacomo Nizzolo \| Włochy \| NTT Pro Cycling \| + 8" \| \| 6. \| Alejandro Valverde \| Hiszpania \| Movistar Team \| + 8" \| \| 7. \| Mikel Landa \| Hiszpania \| Bahrain McLaren \| + 8" \| \| 8. \| George Bennett \| Nowa Zelandia \| Jumbo-Visma \| + 8" \| \| 9. \| Esteban Chaves \| Kolumbia \| Mitchelton-Scott \| + 8" \| \| 10. \| Richard Carapaz \| Ekwador \| Team Ineos \| + 8" \| |                     |               |                        |            |
| |                     |               |                        |            |
| Źródło: ProCyclingStats |                     |               |                        |            |
| Klasyfikacja generalna |                     |               |                        |            |
| Kolarz | Kolarz              | Państwo       | Drużyna                | Czas       |
| 1. | Felix Großschartner | Austria       | Bora-Hansgrohe         | 7h 35' 59" |
| 2. | Jon Aberasturi      | Hiszpania     | Caja Rural-Seguros RGA | + 8"       |
| 3. | Matteo Trentin      | Włochy        | CCC Team               | + 8"       |
| 4. | Jasper Stuyven      | Belgia        | Trek-Segafredo         | + 8"       |
| 5. | Giacomo Nizzolo     | Włochy        | NTT Pro Cycling        | + 8"       |
| 6. | Alejandro Valverde  | Hiszpania     | Movistar Team          | + 8"       |
| 7. | Mikel Landa         | Hiszpania     | Bahrain McLaren        | + 8"       |
| 8. | George Bennett      | Nowa Zelandia | Jumbo-Visma            | + 8"       |
| 9. | Esteban Chaves      | Kolumbia      | Mitchelton-Scott       | + 8"       |
| 10. | Richard Carapaz     | Ekwador       | Team Ineos             | + 8"       |

### Etap 3
| \| Klasyfikacja etapu \| Klasyfikacja etapu \| Klasyfikacja etapu \| Klasyfikacja etapu \| Klasyfikacja etapu \| \| Kolarz \| Kolarz \| Państwo \| Drużyna \| Czas \| \| ------------------ \| ------------------ \| ------------------ \| ---------------------- \| ------------------ \| \| 1. \| Remco Evenepoel \| Belgia \| Deceuninck-Quick Step \| 3h 59' 09" \| \| 2. \| George Bennett \| Nowa Zelandia \| Jumbo-Visma \| + 18" \| \| 3. \| Mikel Landa \| Hiszpania \| Bahrain McLaren \| + 32" \| \| 4. \| Esteban Chaves \| Kolumbia \| Mitchelton-Scott \| + 35" \| \| 5. \| João Almeida \| Portugalia \| Deceuninck-Quick Step \| + 45" \| \| 6. \| Ben Hermans \| Belgia \| Israel Start-Up Nation \| + 52" \| \| 7. \| Richard Carapaz \| Ekwador \| Team Ineos \| + 52" \| \| 8. \| Fabio Aru \| Włochy \| UAE Team Emirates \| + 1' 03" \| \| 9. \| Joel Nicolau \| Hiszpania \| Caja Rural-Seguros RGA \| + 1' 20" \| \| 10. \| Mikel Nieve \| Hiszpania \| Mitchelton-Scott \| + 1' 20" \| |                 |               |                        |            |
| |                 |               |                        |            |
| Źródło: ProCyclingStats |                 |               |                        |            |
| Klasyfikacja etapu |                 |               |                        |            |
| Kolarz | Kolarz          | Państwo       | Drużyna                | Czas       |
| 1. | Remco Evenepoel | Belgia        | Deceuninck-Quick Step  | 3h 59' 09" |
| 2. | George Bennett  | Nowa Zelandia | Jumbo-Visma            | + 18"      |
| 3. | Mikel Landa     | Hiszpania     | Bahrain McLaren        | + 32"      |
| 4. | Esteban Chaves  | Kolumbia      | Mitchelton-Scott       | + 35"      |
| 5. | João Almeida    | Portugalia    | Deceuninck-Quick Step  | + 45"      |
| 6. | Ben Hermans     | Belgia        | Israel Start-Up Nation | + 52"      |
| 7. | Richard Carapaz | Ekwador       | Team Ineos             | + 52"      |
| 8. | Fabio Aru       | Włochy        | UAE Team Emirates      | + 1' 03"   |
| 9. | Joel Nicolau    | Hiszpania     | Caja Rural-Seguros RGA | + 1' 20"   |
| 10. | Mikel Nieve     | Hiszpania     | Mitchelton-Scott       | + 1' 20"   |

| \| Klasyfikacja generalna \| Klasyfikacja generalna \| Klasyfikacja generalna \| Klasyfikacja generalna \| Klasyfikacja generalna \| \| Kolarz \| Kolarz \| Państwo \| Drużyna \| Czas \| \| ---------------------- \| ---------------------- \| ---------------------- \| ---------------------- \| ---------------------- \| \| 1. \| Remco Evenepoel \| Belgia \| Deceuninck-Quick Step \| 11h 35' 16" \| \| 2. \| George Bennett \| Nowa Zelandia \| Jumbo-Visma \| + 18" \| \| 3. \| Mikel Landa \| Hiszpania \| Bahrain McLaren \| + 32" \| \| 4. \| Esteban Chaves \| Kolumbia \| Mitchelton-Scott \| + 35" \| \| 5. \| João Almeida \| Portugalia \| Deceuninck-Quick Step \| + 45" \| \| 6. \| Richard Carapaz \| Ekwador \| Team Ineos \| + 52" \| \| 7. \| Ben Hermans \| Belgia \| Israel Start-Up Nation \| + 52" \| \| 8. \| Fabio Aru \| Włochy \| UAE Team Emirates \| + 1' 03" \| \| 9. \| David de la Cruz \| Hiszpania \| UAE Team Emirates \| + 1' 33" \| \| 10. \| Mikel Nieve \| Hiszpania \| Mitchelton-Scott \| + 1' 35" \| |                  |               |                        |             |
| |                  |               |                        |             |
| Źródło: ProCyclingStats |                  |               |                        |             |
| Klasyfikacja generalna |                  |               |                        |             |
| Kolarz | Kolarz           | Państwo       | Drużyna                | Czas        |
| 1. | Remco Evenepoel  | Belgia        | Deceuninck-Quick Step  | 11h 35' 16" |
| 2. | George Bennett   | Nowa Zelandia | Jumbo-Visma            | + 18"       |
| 3. | Mikel Landa      | Hiszpania     | Bahrain McLaren        | + 32"       |
| 4. | Esteban Chaves   | Kolumbia      | Mitchelton-Scott       | + 35"       |
| 5. | João Almeida     | Portugalia    | Deceuninck-Quick Step  | + 45"       |
| 6. | Richard Carapaz  | Ekwador       | Team Ineos             | + 52"       |
| 7. | Ben Hermans      | Belgia        | Israel Start-Up Nation | + 52"       |
| 8. | Fabio Aru        | Włochy        | UAE Team Emirates      | + 1' 03"    |
| 9. | David de la Cruz | Hiszpania     | UAE Team Emirates      | + 1' 33"    |
| 10. | Mikel Nieve      | Hiszpania     | Mitchelton-Scott       | + 1' 35"    |

### Etap 4
| \| Klasyfikacja etapu \| Klasyfikacja etapu \| Klasyfikacja etapu \| Klasyfikacja etapu \| Klasyfikacja etapu \| \| Kolarz \| Kolarz \| Państwo \| Drużyna \| Czas \| \| ------------------ \| ------------------- \| ------------------ \| -------------------------- \| ------------------ \| \| 1. \| Sam Bennett \| Irlandia \| Deceuninck-Quick Step \| 3h 51' 19" \| \| 2. \| Arnaud Démare \| Francja \| Groupama-FDJ \| + 5" \| \| 3. \| Giacomo Nizzolo \| Włochy \| NTT Pro Cycling \| + 5" \| \| 4. \| Davide Cimolai \| Włochy \| Israel Start-Up Nation \| + 5" \| \| 5. \| Lionel Taminiaux \| Belgia \| Bingoal-Wallonie Bruxelles \| + 5" \| \| 6. \| Biniam Girmay \| Erytrea \| Nippo-Delko One Provence \| + 5" \| \| 7. \| Jon Aberasturi \| Hiszpania \| Caja Rural-Seguros RGA \| + 5" \| \| 8. \| Martin Laas \| Estonia \| Bora-Hansgrohe \| + 5" \| \| 9. \| Alexander Edmondson \| Australia \| Mitchelton-Scott \| + 5" \| \| 10. \| Rick Zabel \| Niemcy \| Israel Start-Up Nation \| + 5" \| |                     |           |                            |            |
| |                     |           |                            |            |
| Źródło: ProCyclingStats |                     |           |                            |            |
| Klasyfikacja etapu |                     |           |                            |            |
| Kolarz | Kolarz              | Państwo   | Drużyna                    | Czas       |
| 1. | Sam Bennett         | Irlandia  | Deceuninck-Quick Step      | 3h 51' 19" |
| 2. | Arnaud Démare       | Francja   | Groupama-FDJ               | + 5"       |
| 3. | Giacomo Nizzolo     | Włochy    | NTT Pro Cycling            | + 5"       |
| 4. | Davide Cimolai      | Włochy    | Israel Start-Up Nation     | + 5"       |
| 5. | Lionel Taminiaux    | Belgia    | Bingoal-Wallonie Bruxelles | + 5"       |
| 6. | Biniam Girmay       | Erytrea   | Nippo-Delko One Provence   | + 5"       |
| 7. | Jon Aberasturi      | Hiszpania | Caja Rural-Seguros RGA     | + 5"       |
| 8. | Martin Laas         | Estonia   | Bora-Hansgrohe             | + 5"       |
| 9. | Alexander Edmondson | Australia | Mitchelton-Scott           | + 5"       |
| 10. | Rick Zabel          | Niemcy    | Israel Start-Up Nation     | + 5"       |

| \| Klasyfikacja generalna \| Klasyfikacja generalna \| Klasyfikacja generalna \| Klasyfikacja generalna \| Klasyfikacja generalna \| \| Kolarz \| Kolarz \| Państwo \| Drużyna \| Czas \| \| ---------------------- \| ---------------------- \| ---------------------- \| ---------------------- \| ---------------------- \| \| 1. \| Remco Evenepoel \| Belgia \| Deceuninck-Quick Step \| 15h 26' 47" \| \| 2. \| George Bennett \| Nowa Zelandia \| Jumbo-Visma \| + 18" \| \| 3. \| Mikel Landa \| Hiszpania \| Bahrain McLaren \| + 32" \| \| 4. \| Esteban Chaves \| Kolumbia \| Mitchelton-Scott \| + 35" \| \| 5. \| João Almeida \| Portugalia \| Deceuninck-Quick Step \| + 45" \| \| 6. \| Richard Carapaz \| Ekwador \| Team Ineos \| + 52" \| \| 7. \| Ben Hermans \| Belgia \| Israel Start-Up Nation \| + 52" \| \| 8. \| Fabio Aru \| Włochy \| UAE Team Emirates \| + 1' 03" \| \| 9. \| David de la Cruz \| Hiszpania \| UAE Team Emirates \| + 1' 33" \| \| 10. \| Mikel Nieve \| Hiszpania \| Mitchelton-Scott \| + 1' 35" \| |                  |               |                        |             |
| |                  |               |                        |             |
| Źródło: ProCyclingStats |                  |               |                        |             |
| Klasyfikacja generalna |                  |               |                        |             |
| Kolarz | Kolarz           | Państwo       | Drużyna                | Czas        |
| 1. | Remco Evenepoel  | Belgia        | Deceuninck-Quick Step  | 15h 26' 47" |
| 2. | George Bennett   | Nowa Zelandia | Jumbo-Visma            | + 18"       |
| 3. | Mikel Landa      | Hiszpania     | Bahrain McLaren        | + 32"       |
| 4. | Esteban Chaves   | Kolumbia      | Mitchelton-Scott       | + 35"       |
| 5. | João Almeida     | Portugalia    | Deceuninck-Quick Step  | + 45"       |
| 6. | Richard Carapaz  | Ekwador       | Team Ineos             | + 52"       |
| 7. | Ben Hermans      | Belgia        | Israel Start-Up Nation | + 52"       |
| 8. | Fabio Aru        | Włochy        | UAE Team Emirates      | + 1' 03"    |
| 9. | David de la Cruz | Hiszpania     | UAE Team Emirates      | + 1' 33"    |
| 10. | Mikel Nieve      | Hiszpania     | Mitchelton-Scott       | + 1' 35"    |

### Etap 5
| \| Klasyfikacja etapu \| Klasyfikacja etapu \| Klasyfikacja etapu \| Klasyfikacja etapu \| Klasyfikacja etapu \| \| Kolarz \| Kolarz \| Państwo \| Drużyna \| Czas \| \| ------------------ \| ------------------ \| ------------------ \| --------------------- \| ------------------ \| \| 1. \| Iván Sosa \| Kolumbia \| Team Ineos \| 3h 47' 56" \| \| 2. \| Mikel Landa \| Hiszpania \| Bahrain McLaren \| + 9" \| \| 3. \| Remco Evenepoel \| Belgia \| Deceuninck-Quick Step \| + 11" \| \| 4. \| João Almeida \| Portugalia \| Deceuninck-Quick Step \| + 38" \| \| 5. \| Lennard Kämna \| Niemcy \| Bora-Hansgrohe \| + 43" \| \| 6. \| Rafał Majka \| Polska \| Bora-Hansgrohe \| + 44" \| \| 7. \| David Gaudu \| Francja \| Groupama-FDJ \| + 58" \| \| 8. \| Esteban Chaves \| Kolumbia \| Mitchelton-Scott \| + 1' 02" \| \| 9. \| Simon Yates \| Wielka Brytania \| Mitchelton-Scott \| + 1' 10" \| \| 10. \| David de la Cruz \| Hiszpania \| UAE Team Emirates \| + 1' 12" \| |                  |                 |                       |            |
| |                  |                 |                       |            |
| Źródło: ProCyclingStats |                  |                 |                       |            |
| Klasyfikacja etapu |                  |                 |                       |            |
| Kolarz | Kolarz           | Państwo         | Drużyna               | Czas       |
| 1. | Iván Sosa        | Kolumbia        | Team Ineos            | 3h 47' 56" |
| 2. | Mikel Landa      | Hiszpania       | Bahrain McLaren       | + 9"       |
| 3. | Remco Evenepoel  | Belgia          | Deceuninck-Quick Step | + 11"      |
| 4. | João Almeida     | Portugalia      | Deceuninck-Quick Step | + 38"      |
| 5. | Lennard Kämna    | Niemcy          | Bora-Hansgrohe        | + 43"      |
| 6. | Rafał Majka      | Polska          | Bora-Hansgrohe        | + 44"      |
| 7. | David Gaudu      | Francja         | Groupama-FDJ          | + 58"      |
| 8. | Esteban Chaves   | Kolumbia        | Mitchelton-Scott      | + 1' 02"   |
| 9. | Simon Yates      | Wielka Brytania | Mitchelton-Scott      | + 1' 10"   |
| 10. | David de la Cruz | Hiszpania       | UAE Team Emirates     | + 1' 12"   |

## Klasyfikacje

### Klasyfikacja generalna
| \| Klasyfikacja generalna \| Klasyfikacja generalna \| Klasyfikacja generalna \| Klasyfikacja generalna \| Klasyfikacja generalna \| \| Kolarz \| Kolarz \| Państwo \| Drużyna \| Czas \| \| ---------------------- \| ---------------------- \| ---------------------- \| ---------------------- \| ---------------------- \| \| 1. \| Remco Evenepoel \| Belgia \| Deceuninck-Quick Step \| 19h 14' 42" \| \| 2. \| Mikel Landa \| Hiszpania \| Bahrain McLaren \| + 30" \| \| 3. \| João Almeida \| Portugalia \| Deceuninck-Quick Step \| + 1' 12" \| \| 4. \| Esteban Chaves \| Kolumbia \| Mitchelton-Scott \| + 1' 26" \| \| 5. \| George Bennett \| Nowa Zelandia \| Jumbo-Visma \| + 1' 40" \| \| 6. \| Richard Carapaz \| Ekwador \| Team Ineos \| + 1' 58" \| \| 7. \| Ben Hermans \| Belgia \| Israel Start-Up Nation \| + 2' 25" \| \| 8. \| David de la Cruz \| Hiszpania \| UAE Team Emirates \| + 2' 34" \| \| 9. \| Fabio Aru \| Włochy \| UAE Team Emirates \| + 2' 36" \| \| 10. \| Mikel Nieve \| Hiszpania \| Mitchelton-Scott \| + 3' 00" \| |                  |               |                        |             |
| |                  |               |                        |             |
| Źródło: ProCyclingStats |                  |               |                        |             |
| Klasyfikacja generalna |                  |               |                        |             |
| Kolarz | Kolarz           | Państwo       | Drużyna                | Czas        |
| 1. | Remco Evenepoel  | Belgia        | Deceuninck-Quick Step  | 19h 14' 42" |
| 2. | Mikel Landa      | Hiszpania     | Bahrain McLaren        | + 30"       |
| 3. | João Almeida     | Portugalia    | Deceuninck-Quick Step  | + 1' 12"    |
| 4. | Esteban Chaves   | Kolumbia      | Mitchelton-Scott       | + 1' 26"    |
| 5. | George Bennett   | Nowa Zelandia | Jumbo-Visma            | + 1' 40"    |
| 6. | Richard Carapaz  | Ekwador       | Team Ineos             | + 1' 58"    |
| 7. | Ben Hermans      | Belgia        | Israel Start-Up Nation | + 2' 25"    |
| 8. | David de la Cruz | Hiszpania     | UAE Team Emirates      | + 2' 34"    |
| 9. | Fabio Aru        | Włochy        | UAE Team Emirates      | + 2' 36"    |
| 10. | Mikel Nieve      | Hiszpania     | Mitchelton-Scott       | + 3' 00"    |

| Klasyfikacja punktowa | Klasyfikacja punktowa | Klasyfikacja punktowa | Klasyfikacja punktowa | Klasyfikacja punktowa |
| Kolarz                | Kolarz                | Państwo               | Drużyna               | Punkty                |
| --------------------- | --------------------- | --------------------- | --------------------- | --------------------- |
| 1.                    | Mikel Landa           | Hiszpania             | Bahrain McLaren       | 48 pkt                |
| 2.                    | Remco Evenepoel       | Belgia                | Deceuninck-Quick Step | 47 pkt                |
| 3.                    | João Almeida          | Portugalia            | Deceuninck-Quick Step | 46 pkt                |
| 4.                    | Sam Bennett           | Irlandia              | Deceuninck-Quick Step | 41 pkt                |
| 5.                    | Arnaud Démare         | Francja               | Groupama-FDJ          | 40 pkt                |
| 6.                    | Esteban Chaves        | Kolumbia              | Mitchelton-Scott      | 27 pkt                |
| 7.                    | Iván Sosa             | Kolumbia              | Team Ineos            | 26 pkt                |
| 8.                    | Felix Großschartner   | Austria               | Bora-Hansgrohe        | 25 pkt                |
| 9.                    | Fernando Gaviria      | Kolumbia              | UAE Team Emirates     | 25 pkt                |
| 10.                   | George Bennett        | Nowa Zelandia         | Jumbo-Visma           | 23 pkt                |

| Klasyfikacja punktowa | Klasyfikacja punktowa | Klasyfikacja punktowa | Klasyfikacja punktowa | Klasyfikacja punktowa |
| Kolarz                | Kolarz                | Państwo               | Drużyna               | Punkty                |
| --------------------- | --------------------- | --------------------- | --------------------- | --------------------- |
| 1.                    | Mikel Landa           | Hiszpania             | Bahrain McLaren       | 48 pkt                |
| 2.                    | Remco Evenepoel       | Belgia                | Deceuninck-Quick Step | 47 pkt                |
| 3.                    | João Almeida          | Portugalia            | Deceuninck-Quick Step | 46 pkt                |
| 4.                    | Sam Bennett           | Irlandia              | Deceuninck-Quick Step | 41 pkt                |
| 5.                    | Arnaud Démare         | Francja               | Groupama-FDJ          | 40 pkt                |
| 6.                    | Esteban Chaves        | Kolumbia              | Mitchelton-Scott      | 27 pkt                |
| 7.                    | Iván Sosa             | Kolumbia              | Team Ineos            | 26 pkt                |
| 8.                    | Felix Großschartner   | Austria               | Bora-Hansgrohe        | 25 pkt                |
| 9.                    | Fernando Gaviria      | Kolumbia              | UAE Team Emirates     | 25 pkt                |
| 10.                   | George Bennett        | Nowa Zelandia         | Jumbo-Visma           | 23 pkt                |

| Klasyfikacja górska | Klasyfikacja górska | Klasyfikacja górska | Klasyfikacja górska   | Klasyfikacja górska |
| Kolarz              | Kolarz              | Państwo             | Drużyna               | Punkty              |
| ------------------- | ------------------- | ------------------- | --------------------- | ------------------- |
| 1.                  | Gotzon Martín       | Hiszpania           | Euskaltel-Euskadi     | 46 pkt              |
| 2.                  | Remco Evenepoel     | Belgia              | Deceuninck-Quick Step | 41 pkt              |
| 3.                  | Mikel Landa         | Hiszpania           | Bahrain McLaren       | 32 pkt              |
| 4.                  | Jetse Bol           | Holandia            | Burgos-BH             | 26 pkt              |
| 5.                  | George Bennett      | Nowa Zelandia       | Jumbo-Visma           | 25 pkt              |
| 6.                  | João Almeida        | Portugalia          | Deceuninck-Quick Step | 24 pkt              |
| 7.                  | Esteban Chaves      | Kolumbia            | Mitchelton-Scott      | 21 pkt              |
| 8.                  | Iván Sosa           | Kolumbia            | Team Ineos            | 18 pkt              |
| 9.                  | Richard Carapaz     | Ekwador             | Team Ineos            | 12 pkt              |
| 10.                 | Diego Sevilla       | Hiszpania           | Kometa-Xstra          | 12 pkt              |

| Klasyfikacja górska | Klasyfikacja górska | Klasyfikacja górska | Klasyfikacja górska   | Klasyfikacja górska |
| Kolarz              | Kolarz              | Państwo             | Drużyna               | Punkty              |
| ------------------- | ------------------- | ------------------- | --------------------- | ------------------- |
| 1.                  | Gotzon Martín       | Hiszpania           | Euskaltel-Euskadi     | 46 pkt              |
| 2.                  | Remco Evenepoel     | Belgia              | Deceuninck-Quick Step | 41 pkt              |
| 3.                  | Mikel Landa         | Hiszpania           | Bahrain McLaren       | 32 pkt              |
| 4.                  | Jetse Bol           | Holandia            | Burgos-BH             | 26 pkt              |
| 5.                  | George Bennett      | Nowa Zelandia       | Jumbo-Visma           | 25 pkt              |
| 6.                  | João Almeida        | Portugalia          | Deceuninck-Quick Step | 24 pkt              |
| 7.                  | Esteban Chaves      | Kolumbia            | Mitchelton-Scott      | 21 pkt              |
| 8.                  | Iván Sosa           | Kolumbia            | Team Ineos            | 18 pkt              |
| 9.                  | Richard Carapaz     | Ekwador             | Team Ineos            | 12 pkt              |
| 10.                 | Diego Sevilla       | Hiszpania           | Kometa-Xstra          | 12 pkt              |

| Klasyfikacja młodzieżowa | Klasyfikacja młodzieżowa | Klasyfikacja młodzieżowa | Klasyfikacja młodzieżowa | Klasyfikacja młodzieżowa |
| Kolarz                   | Kolarz                   | Państwo                  | Drużyna                  | Czas                     |
| ------------------------ | ------------------------ | ------------------------ | ------------------------ | ------------------------ |
| 1.                       | Remco Evenepoel          | Belgia                   | Deceuninck-Quick Step    | 19h 14' 42"              |
| 2.                       | João Almeida             | Portugalia               | Deceuninck-Quick Step    | + 1' 12"                 |
| 3.                       | Óscar Rodríguez          | Hiszpania                | Astana                   | + 3' 37"                 |
| 4.                       | Cristián Rodríguez       | Hiszpania                | Caja Rural-Seguros RGA   | + 4' 11"                 |
| 5.                       | Lennard Kämna            | Niemcy                   | Bora-Hansgrohe           | + 5' 41"                 |
| 6.                       | José Manuel Díaz         | Hiszpania                | Nippo-Delko One Provence | + 5' 47"                 |
| 7.                       | David Gaudu              | Francja                  | Groupama-FDJ             | + 6' 30"                 |
| 8.                       | Sepp Kuss                | Stany Zjednoczone        | Jumbo-Visma              | + 6' 31"                 |
| 9.                       | Urko Berrade             | Hiszpania                | Equipo Kern Pharma       | + 6' 36"                 |
| 10.                      | Edward Dunbar            | Irlandia                 | Team Ineos               | + 6' 44"                 |

| Klasyfikacja młodzieżowa | Klasyfikacja młodzieżowa | Klasyfikacja młodzieżowa | Klasyfikacja młodzieżowa | Klasyfikacja młodzieżowa |
| Kolarz                   | Kolarz                   | Państwo                  | Drużyna                  | Czas                     |
| ------------------------ | ------------------------ | ------------------------ | ------------------------ | ------------------------ |
| 1.                       | Remco Evenepoel          | Belgia                   | Deceuninck-Quick Step    | 19h 14' 42"              |
| 2.                       | João Almeida             | Portugalia               | Deceuninck-Quick Step    | + 1' 12"                 |
| 3.                       | Óscar Rodríguez          | Hiszpania                | Astana                   | + 3' 37"                 |
| 4.                       | Cristián Rodríguez       | Hiszpania                | Caja Rural-Seguros RGA   | + 4' 11"                 |
| 5.                       | Lennard Kämna            | Niemcy                   | Bora-Hansgrohe           | + 5' 41"                 |
| 6.                       | José Manuel Díaz         | Hiszpania                | Nippo-Delko One Provence | + 5' 47"                 |
| 7.                       | David Gaudu              | Francja                  | Groupama-FDJ             | + 6' 30"                 |
| 8.                       | Sepp Kuss                | Stany Zjednoczone        | Jumbo-Visma              | + 6' 31"                 |
| 9.                       | Urko Berrade             | Hiszpania                | Equipo Kern Pharma       | + 6' 36"                 |
| 10.                      | Edward Dunbar            | Irlandia                 | Team Ineos               | + 6' 44"                 |

| Klasyfikacja drużynowa | Klasyfikacja drużynowa   | Klasyfikacja drużynowa | Klasyfikacja drużynowa |
| Drużyna                | Drużyna                  | Państwo                | Czas                   |
| ---------------------- | ------------------------ | ---------------------- | ---------------------- |
| 1.                     | Mitchelton-Scott         | Australia              | 57h 52' 38"            |
| 2.                     | Deceuninck-Quick Step    | Belgia                 | + 2' 03"               |
| 3.                     | Astana                   | Kazachstan             | + 6' 31"               |
| 4.                     | Ineos                    | Wielka Brytania        | + 7' 12"               |
| 5.                     | Caja Rural-Seguros RGA   | Hiszpania              | + 9' 27"               |
| 6.                     | Equipo Kern Pharma       | Hiszpania              | + 13' 39"              |
| 7.                     | Bora-Hansgrohe           | Niemcy                 | + 14' 24"              |
| 8.                     | Bahrain McLaren          | Bahrajn                | + 15' 52"              |
| 9.                     | Nippo Delko One Provence | Francja                | + 19' 14"              |
| 10.                    | Jumbo-Visma              | Holandia               | + 24' 38"              |

| Klasyfikacja drużynowa | Klasyfikacja drużynowa   | Klasyfikacja drużynowa | Klasyfikacja drużynowa |
| Drużyna                | Drużyna                  | Państwo                | Czas                   |
| ---------------------- | ------------------------ | ---------------------- | ---------------------- |
| 1.                     | Mitchelton-Scott         | Australia              | 57h 52' 38"            |
| 2.                     | Deceuninck-Quick Step    | Belgia                 | + 2' 03"               |
| 3.                     | Astana                   | Kazachstan             | + 6' 31"               |
| 4.                     | Ineos                    | Wielka Brytania        | + 7' 12"               |
| 5.                     | Caja Rural-Seguros RGA   | Hiszpania              | + 9' 27"               |
| 6.                     | Equipo Kern Pharma       | Hiszpania              | + 13' 39"              |
| 7.                     | Bora-Hansgrohe           | Niemcy                 | + 14' 24"              |
| 8.                     | Bahrain McLaren          | Bahrajn                | + 15' 52"              |
| 9.                     | Nippo Delko One Provence | Francja                | + 19' 14"              |
| 10.                    | Jumbo-Visma              | Holandia               | + 24' 38"              |